# Paul Aubert
Paul Aubert fue un escultor francés, nacido el 9 de febrero de 1853 en Aix-en-Provencey fallecido en Angers en fecha desconocida.

## Datos biográficos
Paul Aubert nació en Aix-en-Provence en 1853.
Alumno de Auguste Dumont y de Truphème (fr) en la Escuela de Bellas Artes de París.
Expuso en los Salones de 1879 a 1914. Mención de honor en 1886 y medalla de tercera clase en 1894.
En 1893 el Estado francés le encargó unos bustos para el Liceo Louis le Grand.
En 1895 se le encargó una estatua para la Sorbona. Al año siguiente el artista fue encargado de los trabajos de restauración en el Museo del Palacio de Versalles.

## Obras
Fue el autor de sepulcros y monumentos.
Entre sus obras:
- Retrato en busto de Pierre André de Suffren de Saint Tropez; el Estado recomendó en 1893 la compra del busto de mármol, pero el ayuntamiento de Aix-en-Provence no hizo frente a los 1000 francos que costaba el proyecto.[4]
- Retrato en busto de Victor de Laprade (1891), mármol.[5]
- El museo de Bellas Artes de Angers, conserva un busto en yeso del pintor Guillaume Bodinier (1795-1872, fr:), firmado y fechado en 1912.[6]
- Busto alegoría de la República, inicialmente modelado en yeso, fue producido en mármol por encargo oficial del estado francés, (1891)[7] El yeso se conserva en el museo de Bellas Artes de Angers y estuvo inicialmente en el salón de fiestas del ayuntamiento de Angers.[8]
- L’Amour au repos - Amor en reposo,[1] escena mitológica
- La douleur d'Orphée - Dolor de Orfeo, escena mitológica (1891-1900)[9] Presentado en el Salón de la Sociedad de los artistas franceses de 1891 (no. 2241)[10]
- Première écrevisse Presentado en el Salón de la Sociedad de los artistas franceses de 1889 (no. 3993)[11]
- Affection - Afección[1]
- Illusions perdues - Ilusiones perdidas.[1]
- Reveil de la terre, (1910) mármol conservado en el museo de Bellas Artes de Angers[12]
- Le serment de l'éclaireur - El juramento del explorador, yeso, entre 1889 y 1896[13]
- Dernier message - Último mensaje, presentada en el Salón de la Sociedad de los artistas franceses de 1888.[14]
- Homenaje al compositor Félicien David (fr), presentado en el Salón de la Sociedad de los artistas franceses de 1886.[15]
- Su Jeanne d’Arc au sacre, editada en serie por la fundición de arte de Tusey (fr), está presente en numerosas comunas de Francia.[1] (Ferrassières, Épeugney, Montbrison, Obervisse, Abbeville, Failly, Tinchebray, Saint-Pons-de-Mauchiens). En 1909 se instaló en la prolongación de la avenida Juana de Arco de Angers, la estatua de Juana de Aco de Aubert.[16]

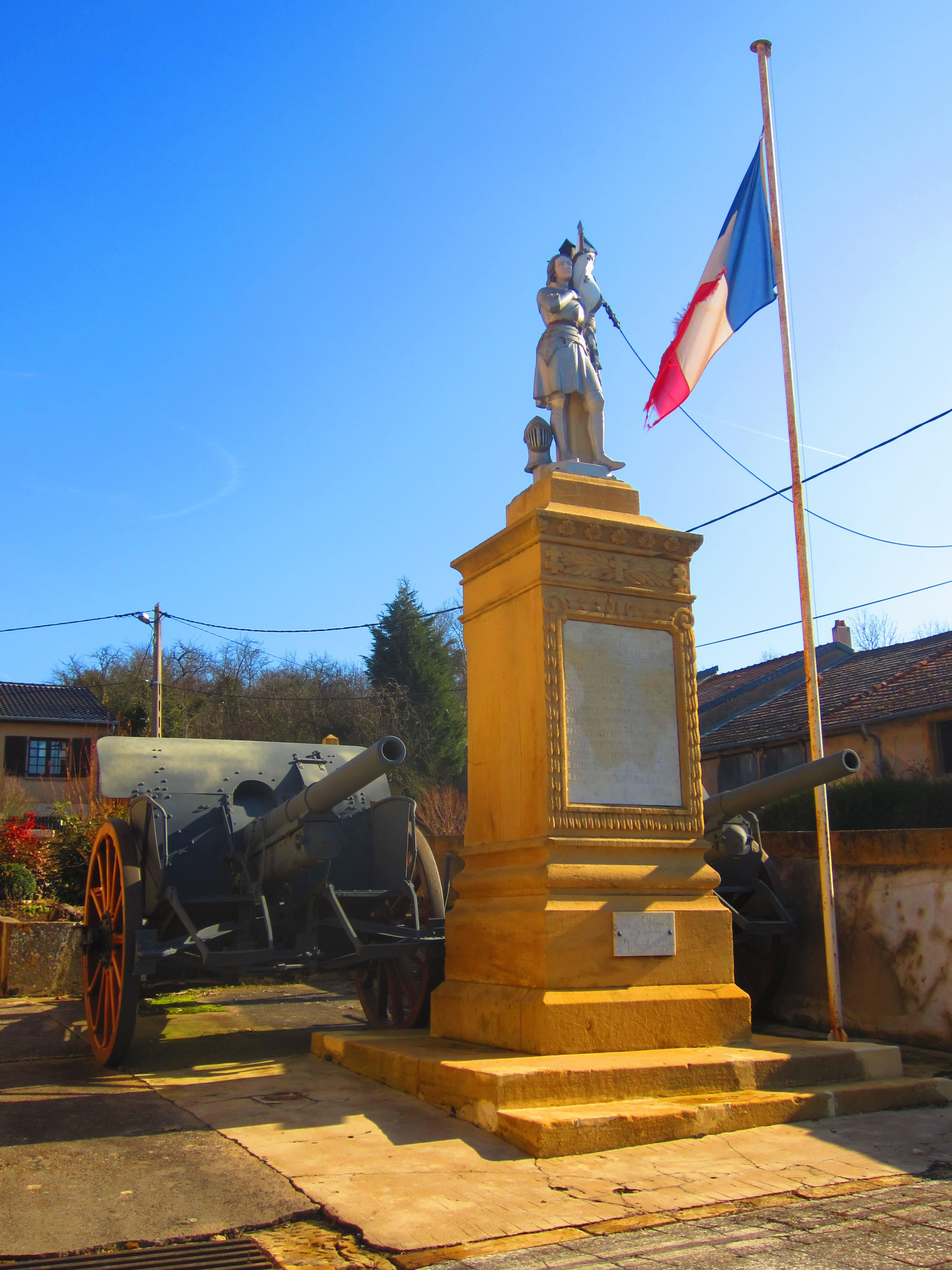
Estatua de Juana de Arco del escultor Paul Aubert en el monumento a los muertos de la Primera Guerra Mundial en Failly, Mosela, Lorena, Francia.
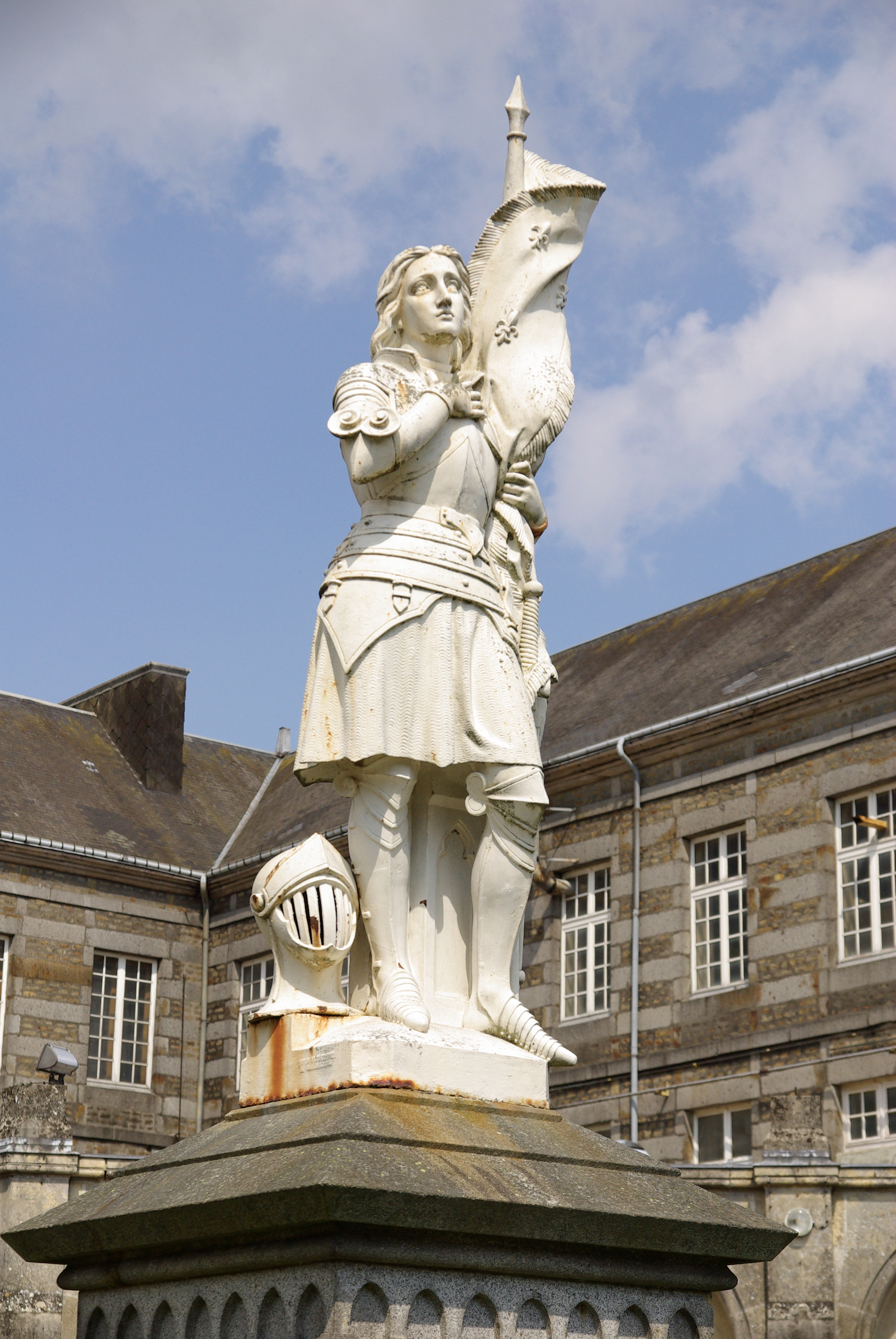
Juana de Arco o Jeanne d'Arc au sacre, fundición, fecha no precisa, estatua pedestre con armadura, portando un estandarte; en el adro de la iglesia de Santa María de Tinchebray, Orne, Baja Normandía, Francia.